# Шиљоухи вечерњак
Шиљоухи вечерњак (лат. Myotis emarginatus) је врста слепог миша из породице вечерњака (лат. Vespertilionidae).

## Распрострањење
Врста је присутна у Азербејџану, Албанији, Алжиру, Андори, Аустрији, Авганистану, Белгији, Босни и Херцеговини, Бугарској, Гибралтару, Грузији, Грчкој, Израелу, Ирану, Италији, Јерменији, Јордану, Казахстану, Кипру, Киргистану, Либану, Луксембургу, Мађарској, Македонији, Мароку, Монаку, Немачкој, Оману, Пољској, Португалу, Румунији, Русији, Сан Марину, Саудијској Арабији, Сирији, Словачкој, Словенији, Србији, Таџикистану, Тунису, Туркменистану, Турској, Узбекистану, Украјини, Француској, Холандији, Хрватској, Црној Гори, Чешкој, Швајцарској и Шпанији.

## Станиште
Шиљоухи вечерњак има станиште на копну. Насељава пећинска станишта.

## Угроженост
Ова врста није угрожена, и наведена је као последња брига јер има широко распрострањење.

### Популациони тренд
Популација ове врсте је стабилна, судећи по доступним подацима.